# Pirot
Pirot (serbisch-kyrillisch Пирот) ist ein Ort und eine Gemeinde im gleichnamigen Verwaltungsbezirk im Südosten Serbiens. Zum Zeitpunkt der Volkszählung 2011 hatte Pirot 38.432 Einwohner. Historisch bildet Pirot den Hauptort der Region Ponišavlje. Gelegen an der Nišava, dem größten rechtsseitigen Zufluss der Morava, etablierte sich Pirot als osmanisches Handelszentrum und heutiger Industriestandort. Dem Fluss folgt die transkontinentale Verkehrsachse, die sich aus der Via Militaris zum heutigen Paneuropäischen Verkehrskorridor X gewandelt hat. Seit 1887 an die Eisenbahnverbindung zwischen Istanbul und Paris (Orientexpress) angebunden, verläuft hier eine der zentralen Autobahnachsen zwischen Europa und Kleinasien.
Aus der von der Herdenviehhaltung geprägten Gebirgsregion der Stara planina und dem Umschlagsplatz von Wollprodukten entwickelte sich seit dem 18. Jahrhundert eine überregional anerkannte Produktionsstätte von Kelims. Durch die ehemals jährlich stattfindende Piroter Messe (Panajur) und die Ansiedlung zahlreicher traditioneller Handwerke war Pirot lange Zeit auch ein zentraler Umschlagplatz für Handwerksprodukte. Piroter Kelime, Piroter Töpferprodukte (Pirotsko grnčarije) sowie der Staroplaninski-Kaschkaval sind dabei bis heute typische Markenprodukte Pirots geblieben. Größter moderner Industriebetrieb ist „Tigar“, ein Hersteller von Autoreifen und anderen Produkten aus Gummi.
In der Stadt befindet sich die aus dem 14. Jahrhundert stammende Burg Kale; im traditionellen balkanischen Wohnhaus der Kaufmannsfamilie Ristić aus dem 19. Jahrhundert ist das Museum Ponišavlje eingerichtet. Etwa zehn Kilometer nordöstlich der Stadt liegt der Zavoj-See.

## Geographie

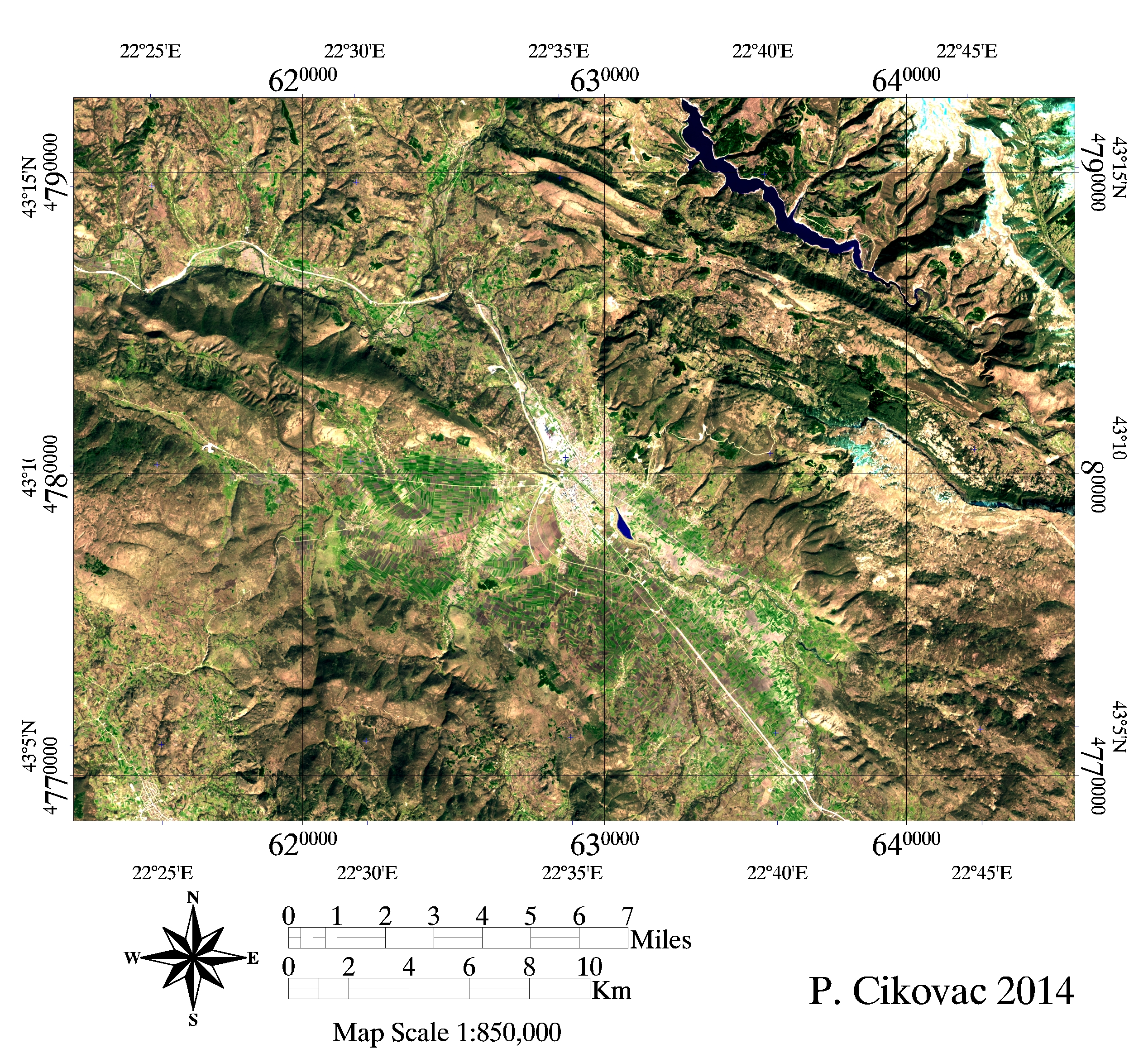
Falschfarbendbild des NASA Satelliten Landsat 7 ETM+. Der Ausschnitt aus der Region der Stara Planina zeigt das Piroter Becken im linken Mittelgrund. Die mit Hochwald bestandenen Hänge der Nordost-Seite der bulgarischen Stara Planina treten rechts oben deutlich hervor. Die Kleinstadt im Nordosten ist Berkowiza.

### Lage
Pirot liegt auf 368 m Höhe in der südostserbischen Grenzregion der Stara Planina zu Bulgarien. Die Stadtgemeinde nimmt dabei eine Fläche von 1.235 km² ein. Am nördlichen Rand in einem alluvial geprägten tektonischen Becken der Nišava gelegen, war das Piroter Becken noch bis ins 19 Jh. durch Überschwemmungen der hier zusammentreffenden Nišava mit der Jerma ein sumpfiges Gelände. Die Piroter Burg als Kern der mittelalterlichen Stadtentwicklung entwickelte sich auf einer kleinen Kalkkuppe im Becken an der Stelle, wo die Nišava selbiges in einem Engtal verlässt. Das Piroter Becken mit einer Längenerstreckung in Nordwest- und Südostrichtung von 16 km und erreicht eine Breite von 2 bis 5 km wird allgemein von Karstgebirgen eingerahmt.

### Hydrologie

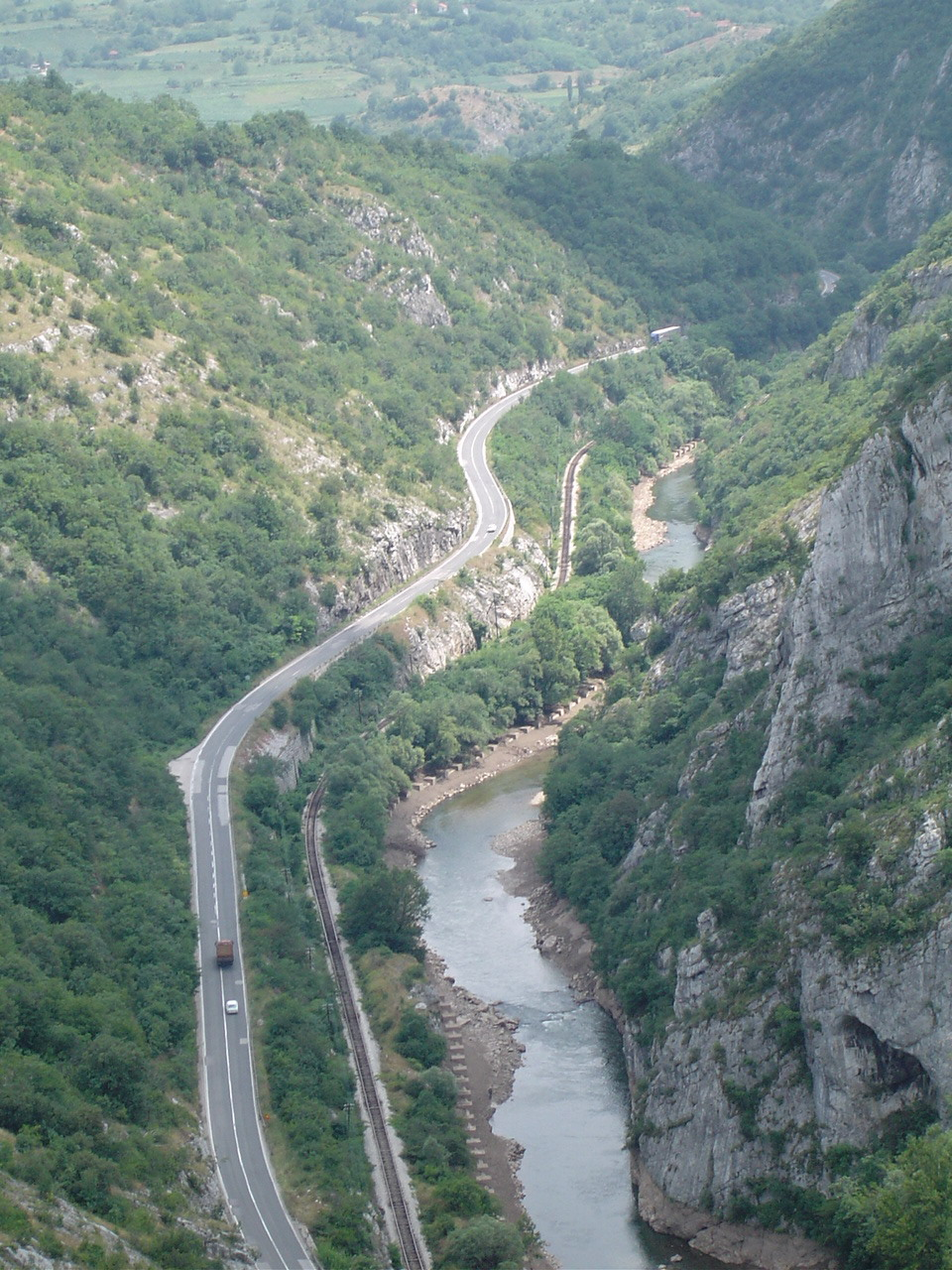
Großschlucht der Nišava in der Sićevačka klisura

Die karbonatreichen Gesteine im östlichen Teil der Piroter Region sind durch karsthydrologische Prozess geprägt. Stark verkarstet ist insbesondere der Vidlić Gebirgszug, der die südöstliche Abdachung des Piroter Beckens bildet. Hier finden sich neben einem großen Dolinenreichtum auch mehrere größere Karsthohlformen in Form kleinerer Karstpoljen mit typischem Auftreten von Flussschwinden oder Ponoren als Merkmale der tief fortgeschrittenen Verkarstung. Das größte und bekannteste Polje der Region stellt das Odorovačko Polje 20 km östlich Pirot, dessen Ponore am Poljengrund auf 730 m Höhe liegen. Diese Schwinden führen Wasser aus dem Vidić-Gebirgszuges unterirdisch ins Piroter Becken ab, aufgrund dessen hier im Krupačko Sumpf auch ein bedeutenderes Feuchtgebiet entstanden ist. Die im Piroter Becken liegenden 2 großen randlichen Karstquellen, sowie mehrere Tiefenponore, sowie das sich in der freatischen Zone befindliche Tal der Nišava haben zur einstmaligen großflächigeren Versumpfung des Beckens beigetragen. Noch Anfang des 20. Jahrhunderts schloss an die südliche Piroter Stadtgrenze eine bedeutenderes Sumpfgebiet, – Barje – genannt, an. Die von Durchbruchstälern geprägten Flusstäler der Zuflüsse der Nišava sind durch Steilrelief und Unzugänglichkeit erschwerende Hindernisse der kommunikativen Durchdringung der Region des Ponišavlje. Selbst die Hauptkommunikationsachse zwischen Niš – Bela Palanka – Pirot hatte über die Großschlucht der Sičevačka klisura ein 15 km langes Hindernis zu überwinden.
Die bedeutenden limnischen Sedimente im Piroter Becken sind aus dem oberen Miozän, als das Becken von einem See eingenommen wurde. Diese tonreichen Sedimente waren die Grundlage für die Entwicklung der Töpferei Pirots. Neogene und quartäre Verfüllungen prägen die flussnahen alluvialen Terrassen der Nišava. Der ehemals stark mäandrierende Lauf der Nišava auf dem heutigen Stadtgebiet Pirots ist durch Einfassung und Melioration saniert worden.

## Klima
Für das Klima Pirots kann nur die nächstgelegene, benachbarte Station im 22 km entfernten Dimitrovgrad herangezogen werden. Daten der Hydrometoeorologischen Anstalt Serbiens in der Tabelle sind daher für die Regelperiode 1981–2010 aus den statistischen Werten der klimatologischen Messreihe der Station Dimitrovgrad entnommen. Da sich die amtliche Höhe von Pirot mit 368,2 m um den negativen Betrag von etwa 82 m von der 450 m hoch gelegenen Messstation Dimitrovgrads unterscheidet, sind insbesondere die Temperaturen durch einen anzunehmenden positiven Wert um etwa 0,53 °C zu korrigieren (dieser statistische Mittelwert wird aus der klimatologischen Temperaturgradienten in der die Temperatur um den geometrischen Temperaturgradienten von 0,65 °C/100 m auf der gemäßigten Nordhalbkugel abnimmt, bezogen).
|                        | Jan  | Feb  | Mär  | Apr  | Mai  | Jun  | Jul  | Aug  | Sep  | Okt  | Nov  | Dez  |   |       |
| Mittl. Temperatur (°C) | 1,4  | 3,1  | 7,6  | 12,9 | 18,1 | 21,0 | 23,0 | 22,7 | 18,0 | 12,9 | 7,1  | 2,7  | ⌀ | 12,6  |
| Mittl. Tagesmax. (°C)  | 4,0  | 6,1  | 11,4 | 16,9 | 22,0 | 25,3 | 27,8 | 28,1 | 23,4 | 17,8 | 10,5 | 5,1  | ⌀ | 16,6  |
| Mittl. Tagesmin. (°C)  | −4,3 | −3,6 | −0,1 | 4,1  | 8,5  | 11,6 | 13,0 | 12,9 | 9,4  | 5,4  | 1,0  | −2,6 | ⌀ | 4,6   |
|                        |      |      |      |      |      |      |      |      |      |      |      |      |   |       |
| Niederschlag (mm)      | 39,5 | 38,1 | 40,2 | 54,3 | 57,2 | 70,0 | 61,1 | 52,5 | 51,8 | 50,2 | 52,8 | 46,9 | Σ | 614,6 |
|                        |      |      |      |      |      |      |      |      |      |      |      |      |   |       |
| Sonnenstunden (h/d)    | 2,0  | 3,7  | 5,1  | 6,3  | 8,1  | 8,8  | 9,4  | 9,0  | 6,3  | 4,9  | 3,0  | 1,6  | ⌀ | 5,7   |
|                        |      |      |      |      |      |      |      |      |      |      |      |      |   |       |
| Regentage (d)          | 12   | 12   | 12   | 14   | 13   | 12   | 9    | 8    | 9    | 9    | 11   | 13   | Σ | 134   |
|                        |      |      |      |      |      |      |      |      |      |      |      |      |   |       |
| Luftfeuchtigkeit (%)   | 81   | 77   | 70   | 67   | 69   | 70   | 66   | 66   | 71   | 75   | 79   | 82   | ⌀ | 72,7  |

| −4,3 |

| −3,6 |

| −0,1 |

| 4,1 |

| 8,5 |

| 11,6 |

| 13,0 |

| 12,9 |

| 9,4 |

| 5,4 |

| 1,0 |

| −2,6 |

| −4,3 |

| −3,6 |

| −0,1 |

| 4,1 |

| 8,5 |

| 11,6 |

| 13,0 |

| 12,9 |

| 9,4 |

| 5,4 |

| 1,0 |

| −2,6 |

## Geschichte

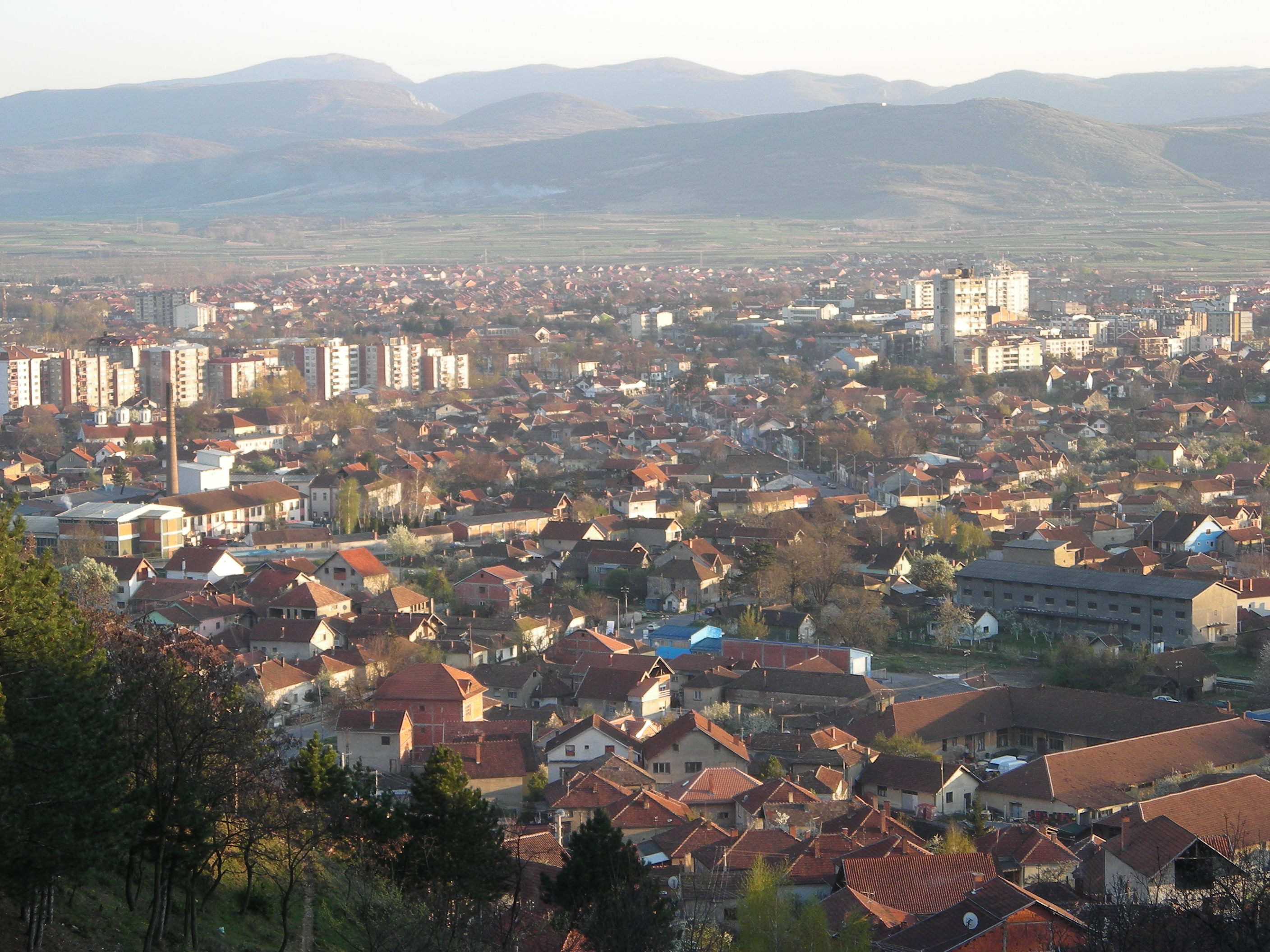
Blick auf Pirot

### Antike
Die mittelalterliche Besiedlung Pirots erfolgte auf dem ehemaligen Platz des römischen Ortes Turres, der im 2. Jahrhundert erste Erwähnung fand. Prokopios von Caesarea erwähnte hier im 6. Jahrhundert einen Ort namens Quimedava. Kartographisch wurde Turris auf der Tabula peutingeriana im 4. Jahrhundert zwischen Remesiana und Serdica als Ort an der römischen Straße Via Militaris (auch Via Diagonalis genannt) eingezeichnet. Im 4. Jahrhundert ist Turres eine Grenzstadt im Osten der römischen Provinz Thracia (Thrakien) zur Provinz Moesia superior (Obermösien). Im spätrömischen Reich wurde Turres Bestandteil der neuformierten Provinz Dacia mediterranea. Mit der Ausbreitung des Christentums infolge der Konstantinischen Reformen und der Möglichkeit freier Religionsausübung durch die Garantien der Mailänder Vereinbarung wurde im benachbarten Remesiana im 4. Jahrhundert ein Episkopat eingerichtet. In Pirot wurden dabei sowohl in der Zivilstadt, in der Nähe des sogenannten Sarlah, und im Kastell eine Kirche errichtet. Das 4. Jahrhundert war gleichzeitig das Zeitalter der größten Blüte des römischen Turres. Jedoch wurde die Region schon Ende des 4. Jahrhunderts durch Sarmaten, Goten und Hunnen verwüstet. Unter den Byzantinern wurde die Region durch zahlreiche kleine Kastelle gesichert. Unter Justinian II. wurde wahrscheinlich auch die Befestigung auf dem Gebiet des heutigen Pirots erneuert.

### Mittelalter

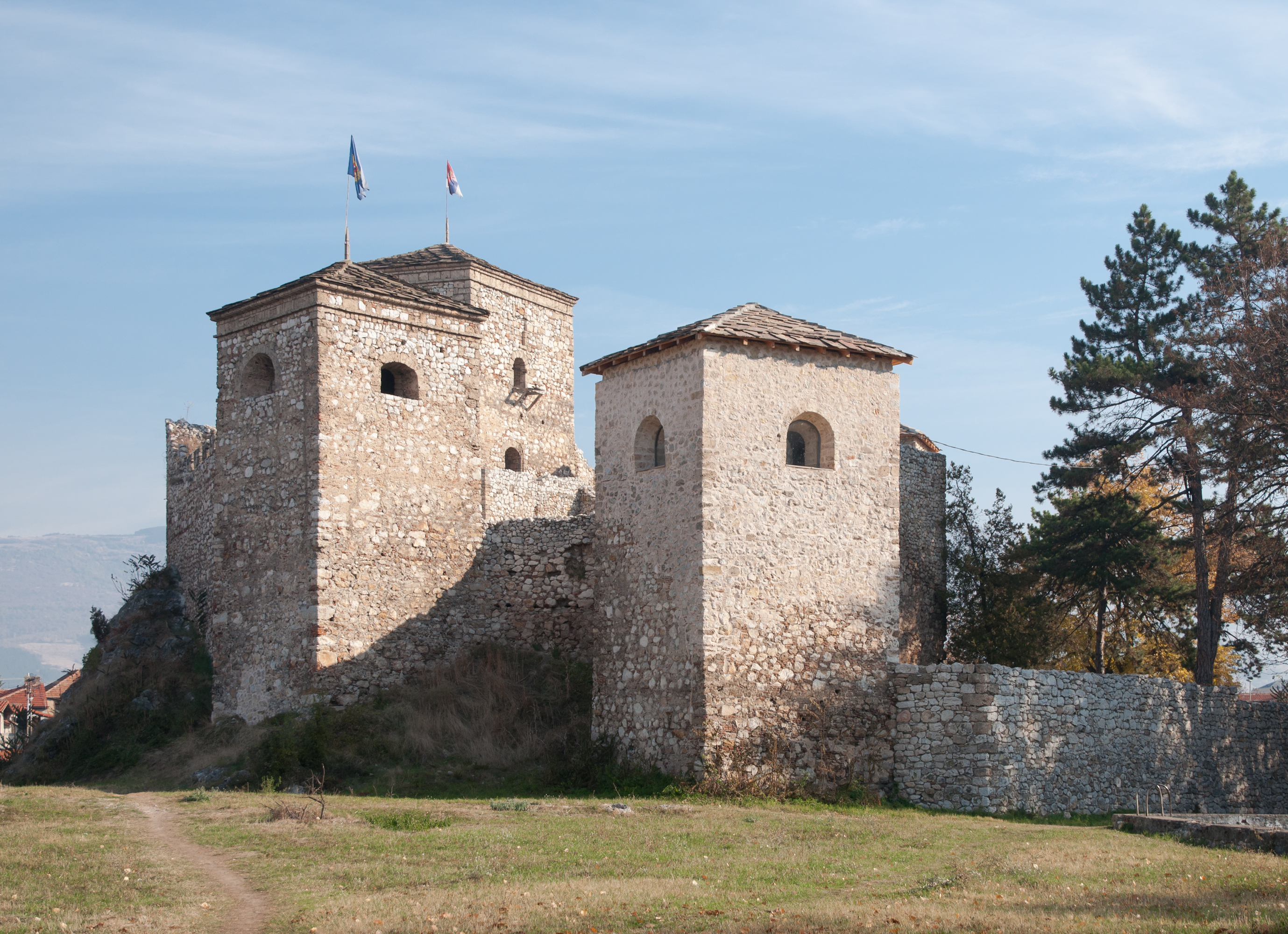
Die Oberstadt der Momčilov grad genannten Piroter Burg wurde unter Lazar Hrebeljanović ab ca. 1380 errichtet. Stefan Lazarević verstärkte diese ab 1413 mit einem zweiten Mauerring um die Vorstadt.

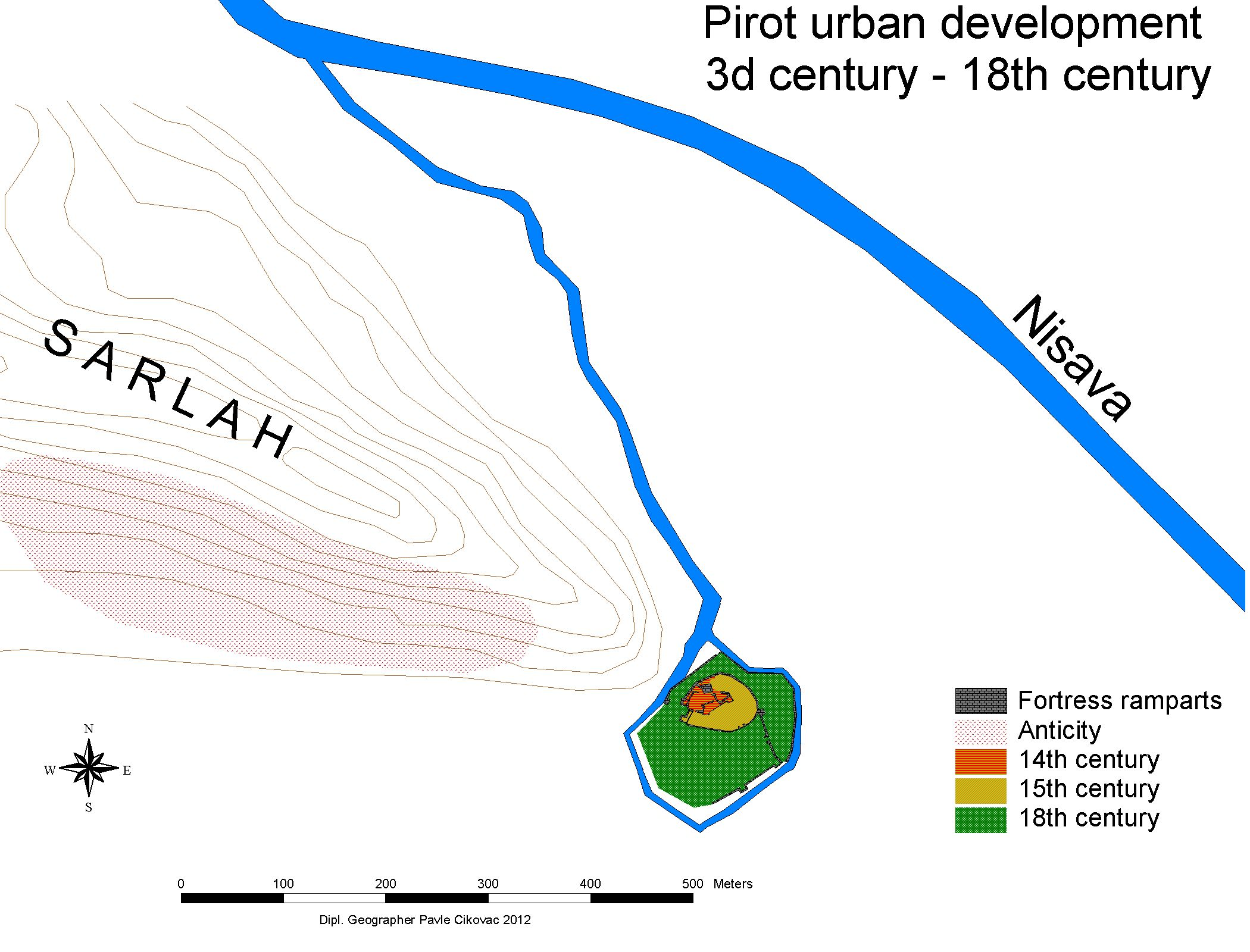
Stadtentwicklung Pirots

Nach den Völkerwanderungen kam die Region im 8. Jahrhundert in bulgarischen Besitz. Mit dem Ende des ersten bulgarischen Reichs unter Presian II. und dem Einverleiben des Großteils der Balkanhalbinsel in das Byzantinische Reich der Makedonischen Dynastie unter Basileios II. wurde die geopolitische und wirtschaftliche Bedeutung der sogenannten Via Militaris wiederbelebt. Die Via Militaris verband dabei die Hauptstadt von Byzanz, Konstantinopel über Serdica (heute) Sofia, Pirot und Niš mit Belgrad und wurde nicht nur militärisch genutzt.
Kaiser Basileios II. bestimmte 1020 die Grenzen des Erzbistums von Ohrid und ganz Bulgarien, mit der die Region Pirots (Ponišavlje) zwischen der Episkopie Serdicas (Sofia) und Ohrids geteilt wurde. Der arabische Geograf Idirisi verzeichnete Pirot 1154 auf der bekannten geografischen Weltkarte Tabula Rogeriana. Im Kommentar der „Kitabu al Rogger“ verzeichnete Idrisi die Stadt Atrubi als eine Stadt „eine Tagesreise östlich Niš an einem Fluss der in den serbischen Ländern entspringt und sich in die Morafa (Morava) ergießt“. Zwischen 1081 und 1185 erreichte das byzantinische Reich der Komnenen-Dynastie seinen Höhepunkt. Die Piroter Region und das ganze Gebiet des Ponišavlje waren darin feste Bestandteile. In einem serbisch-ungarischen Verbund fiel unter Stefan Nemanja Niš und die Region des Ponišavlje ab 1182 unter kurzzeitige serbische Dominanz. Stefan Nemanja drang bei diesen Eroberungen byzantinischen Gebiets über Pirot in das bulgarische Serdica vor. 1189 begleitete Stefan Nemanja den Römischen Kaiser Friedrich I. Barbarossa auf dem dritten Kreuzzug von Niš über Pirot bis Serdica. 1190 wurde die Region unter Isaak II. Angelos wiederum byzantinisch. 1202 konnte der bulgarische Zar Kalojan alle Länder östlich der Bulgarischen Morava in das bulgarische Reich mit einschließen. Bis zur Schlacht bei Welbaschd 1330 verblieb die Region mit Ausnahme der Regierungszeit König Stefan Milutins bulgarisch.
Im Kaiserreich Stefan Dušans war Pirot Bestandteil des serbischen Großreiches. Doch erst nach Dušans Tod wurde mit einer ersten Befestigung auf dem Gebiet des heutigen Pirots begonnen. Die heutige Burg, auch Momčilov grad genannt, geht auf dem bulgarischen Wojwoden Momtschil zurück, der als Vasal unter Stefan Dušan eine 2000 Mann starke Kompanie aus Bulgaren und Serben in Pirot aufbaute. Der serbische Fürst Lazar Hrebeljanović errichtete ab 1371 eine Kartellburg auf der Anhöhe des Flusses Bistrica unterhalb der Einmündung in die Nišava. Dieses polygonale Kastell steht dabei auf einer kleineren Anhöhe und hat in Ost-West-Richtung eine Ausdehnung von 50 mal 35 m. Das Kastell ist auf allen Seiten von Wehrtürmen umgeben, ein Donjon flankiert dessen Nordseite. 1385/86 konnten die Osmanen Pirot zusammen mit Niš erstmals einnehmen. Nach der Amselfeldschlacht übergab Sultan Bayezid I. Fürstin Milica Hrebeljanović die Piroter Region. Nach der Schlacht von Rovine 1395 und dem Tod von Konstantin Dragaš, der seinen Sitz im nahegelegenen Kjustendil hatte und zusammen mit Kaiserin Helena Dragaš die Stiftung des bedeutendsten in der Piroter Region gelegenen Klosters Porganovo an der Jerma errichten ließ, wurde Pirot wiederum osmanisch. 1411 fiel der serbische Despot Stefan Lazarević in die Region ein und Pirot bildete daraufhin unter Musa 1413 die Ausgangsbasis für die Entscheidungsschlacht im osmanischen Bürgerkrieg um die Herrschaft im osmanischen Reich. Der im Bürgerkrieg siegreiche neue osmanische Sultan Mehmed I. übergab danach Pirot und die Region dem serbischen Despoten. Dieser ließ um die von seinem Vater gebaute Kastellburg die sogenannte mittlere Stadt zwischen 1414 und 1425 befestigen. Diese ummauerte Vorstadt fällt treppenförmig vom Kastell ab und nimmt einen Raum von 70 mal 60 m ein. Stefan Lazarević ließ dabei auch das Kastell verstärken und die Piroter Gegend wurde als Grenzregion organisiert. Zwischen 1425 und 1427 fiel Pirot abermals unter osmanische Herrschaft. Der Despot Đurađ Branković konnte 1443 im großen Türkenkrieg mit dem ungarischen König Wladislaw III. und dem Reichsverweser Johann Hunyadi über Pirot nach Sofia vordringen. Am 2. Januar 1444 besiegten die christlichen Verbündeten nach ihrem Rückzug aus Serdica, zwischen Pirot und Niš im Gebirge der Kumovica eine starke Türkische Armee. 1444 erhielt Branković daraufhin Pirot im Frieden von Szegedin zusammen mit der gesamten Region des Ponišavlje. 1433 überlieferte Bertrandon de la Broquière die erste Reisebeschreibung der Stadt. Darin erwähnte er, dass zu der Zeit erst wenige Türken in Pirot lebten:

« Ainsi, j'entrais dans un pays de montagnes, beau et se prêtant au voyage cheval, et suis arrivé dans une autre plaine où il y a encore une ville, du nom de Pirot, érigée sur une rivière, appelée Nichava: mais, d’un bout il y a une petite ville avec d’un côté la rivière, et, de l’autre un grand marécage. Et c’est une assez petite localité, près d’une montage au nord. Et dans ladite ville, il y a très peu de Turcs. »

Ab 1454 fiel Pirot Mehmed II. zu, die türkische Kolonisation Pirots hatte aber schon zu Ende der 14 Jh. begonnen. Die ersten türkischen Einwohner stellten dabei Derwische. Die Namensherkunft des späteren osmanischen Toponyms Pirots – Şeherköy – 1443 erstmals erwähnt, wird dabei einerseits von den türkisch/persischen Begriff Şeher für Stadt und Köy für Dorf, als auch von Scheiklerköy über Scheich, als den Vorständen der Derwischorden, gedeutet. Als bedeutende osmanische Stadt entwickelte sich Pirot zu Ende des 15. Jahrhunderts.

### Seit dem 18. Jahrhundert

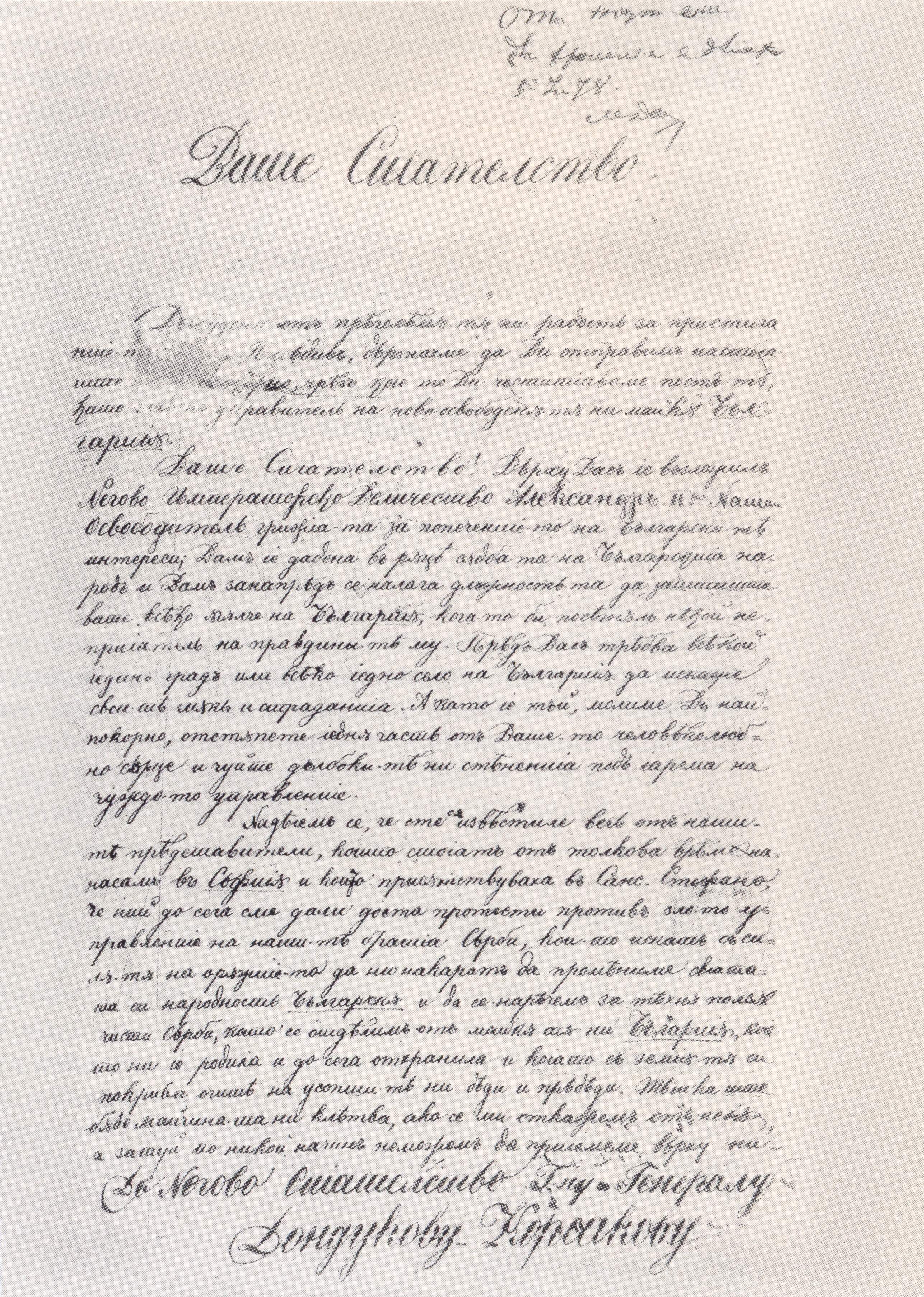
Appell (27. Mai 1878) der Bulgaren aus Pirot an Dondukow-Korsakow für die Angliederung der Stadt an Bulgarien

Im Zuge der Tanzimat-Reformen von 1834 konnte sich eine bulgarische Gemeinde bilden, welche die erste neubulgarische Schule eröffnete. Im Jahr 1862 wurde in Pirot die erste bulgarische Landwirtschaftsbank (bulg. Българска земеделска взаимоспомагателна каса/Balgarska semedelska wsaimospomagatelna kasa) gegründet.
1870 wurde die Stadt durch einen Erlass des Sultans (Berât) Sitz einer Eparchie und eines Metropoliten des Bulgarischen Exarchats. Erster Metropolit wurde Partenij Sografski. In den 1870er Jahren wurde auch ein Tschitalischte eröffnet. 1875 gründete Todor Kableschkow in Pirot ein revolutionäres Komitee der Inneren Revolutionären Organisation (IRO).
Pirot wurde 1878 im Russisch-Osmanischen Krieg von der serbischen Armee besetzt und nach dem Frieden von San Stefano Bulgarien zugesprochen. Die serbischen Truppen zogen jedoch nicht ab, was zu Protesten bei der bulgarischen Bevölkerung führte, die vom bulgarischen Metropoliten Ewstatij angeführt wurden. Die bulgarischen Einrichtungen wurden geschlossen und 48 Bürger der Stadt, darunter der Metropolit Ewstatij wurden festgenommen und interniert. Zu diesem Zeitpunkt umfassten die bulgarischen Bildungseinrichtungen zwei Grundschulen, ein Vorgymnasium und eine Mädchenschule. Nach dem Berliner Kongress wurde Pirot dem nun unabhängigen Fürstentum Serbien zugesprochen und ein Teil der Bulgaren flüchtete ins nahe Caribrod (heute Dimitrovgrad), welches Bulgarien zugesprochen war. Am 27. Januar 1909 wurde in Pirot die Bibliothek eröffnet.
Pirot wurde im Serbisch-Bulgarischen Krieg von 1885/1886 nach der Niederlage Serbiens in der Schlacht von Pirot, von der bulgarischen Armee erobert. Auch im Ersten und im Zweiten Weltkrieg besetzte Bulgarien Pirot, die Stadt verblieb aber nach den Kriegen bei Jugoslawien. Nach einem Abkommen mit dem Dritten Reich, wurden während des Zweiten Weltkrieges 158 Juden aus der Region Pirot ins Vernichtungslager Treblinka deportiert. Nach dem Zweiten Weltkrieg wurde in Pirot ein Gymnasium für die bulgarische Minderheit in der Region eröffnet, das jedoch in den 1980ern geschlossen wurde.

## Bevölkerung

### Stadtentwicklung
Über die Entwicklung des mittelalterlichen Pirots liegen keine genauen Angaben vor. Inwieweit das antike urbane Erbe in die Neuerrichtung der Piroter Burg übernommen wurde, ist Bestandteil der Betrachtungen die während der aktuellen konservatorischen Arbeiten am architektonischen Ensemble zu klären versucht wird. Dabei wird angenommen, dass die Burg vor der Amselfeldschlacht auf römischen oder byzantinischen Fundamenten entstanden ist. Während der konservatorischen Arbeiten sind aber auch vorrömische Siedlungshorizonte ergraben worden. Aufgrund der Arbeiten an der Autobahntrasse Niš-Dimitrovgrad wurde an der Lokalität Sarlah auch römische Gebäude größerer Ausmaße entdeckt. Es wird angenommen, dass neben der römischen Urbs Turres am Bergrücken des Sarlah auch auf dem Gebiet der heutigen Piroter Burg ein römisches Kastell existiert haben könnte. Die Lokalität der Piroter Burg auf einem Felsen in der Ebene des Piroter Beckens könnte aufgrund der Abzweigung der longitudinalen Römerstraße zum Timokgraben in Richtung Donau von der transversalen Via militaris strategischen Gründen geschuldet sein. Der Gebirgszug des Sarlah, an deren Fuß die Piroter Burg liegt, sowie das bis ins 20 Jh. vor der Burg liegende große Sumpfgebiet hätten eine Fortifikation an dieser Stelle auch aus topographischen Gesichtspunkten begünstigt. Eine byzantinische Adaptierung des römischen Kastells als neuem urbanem Zentrum der aufgegebenen römischen Zivilstadt am Sarlah wird als Ausgangspunkt der mittelalterlichen Weiterentwicklung Pirots angenommen.
Im späten 14. Jahrhundert wurde der Neubau der Burg dann in Form einer Grenzfestung angelegt. Dabei wurde die Oberstadt durch vier Türme und einen Donjon gesichert. Die Osmanen verbanden dabei anscheinend noch im 14. Jahrhundert im Ausbau der Befestigung die Möglichkeit der Nutzung von Feuerwaffen und ersten Festungsgeschützen. Die Stadt Pirot entwickelte sich anschließend in osmanischer Zeit östlich und nordöstlich der Burg. Dabei wurde der linksseitige Stadtteil der Nišava – Pazar –, der rechtsseitige Stadtteil – Tija Bara – genannt. Diese Stadtteile verband seit osmanischer Zeit eine steinerne Brücke über die Nišava. Dabei blieb Pirots orientalischer Charakter bis zur Stadtregulierung 1888–1891 erhalten. Die Stadt hatte nur an der Nordseite der Tia Bara eine befestigte Schanze die durch einen 5–6 Meter breiten und 2–3 Meter tiefen Graben geprägt wurde. 6 Wachtürme an der inneren Seite der Schanze verstärkten diese Fortifikation. Der Große überdachte Bazaar der Tija Bara war durch die Handwerksgilden der in den einzelnen Esnafs organisierten Betriebe geprägt. Der gedeckte Bazaar verschwand zu Ende des 19. Jahrhunderts, die Aufteilung der Einzelnen Handwerksgilden blieb aber auch darüber hinaus bestehen. In der räumlichen Aufteilung bestimmte die Zugehörigkeit zum Esnaf die Struktur: der terzijski- nahm die ganze rechte Seite des Marktplatzes ein, der tkački Esnaf hielt 20 Geschäfte auf seiner linken Seite. Danach verteilten sich noch die Geschäfte der opančari, kovačri und alabati, sowie der samardžije, kazandžije, ćurčije, alvadžije über weitere Flächen bis über die Steinerne Brücke zum Stadtteil Pazar.
Die Moscheen Pirots blieben noch bis 1928 erhalten jeweils eine in Tija Bara und Pazar. Zwei weitere waren schon kurz nach der Befreiung abgetragen worden. Zwei osmanische Hammame am Platz der heutigen Grundschule und ein jüdischer Hammam sowie ein größerer türkischer Friedhof am Platze des 1907 gebauten Piroter Gymnasiums gehörten noch zum Bild des Stadtensembles. Ein großer osmanischer Uhrturm mit einer Glocke stand außerdem im Stadtzentrum. Das jüdische Viertel direkt an das Sumpfgebiet an der Ortsgrenze Pazars entstanden verschwand durch Regulierung und Aufschüttung.

### Einwohnerentwicklung
Nach den vorläufigen Ergebnissen der Volkszählung 2011 leben in der Verwaltungsbezirk Pirots (Pirotska oblast) 92.277 Einwohner. Davon entfallen 57.911 auf die Gemeinde und 38.432 auf die Stadt Pirot. Damit hat Pirot seit dem Zensus 2002 etwa 2.000, die Gemeinde etwa 6.000 und der Bezirk ca. 13.000 Einwohner zur vorherigen Zählung verloren.
Von den in der Volkszählung von 2002 in der Gemeinde Pirots gezählten 63.791 Einwohnern waren 93,8 % Serben, 3,0 % Roma und 0,8 % Bulgaren.

## Verkehr
Die Autobahn Niš–Dimitrovgrad, die dem Verlauf der alten römischen Straße Via Militaris (auch Via Diagonalis genannt) folgt, wurde im November 2019 fertiggestellt. Sie wird nach Fertigstellung des begonnenen Ausbaus auf bulgarischer Seite nach Sofia führen und an das bulgarische Autobahnnetz anschließen.
Weiter hat die Stadt einen Bahnhof an der Bahnstrecke Niš–Dimitrovgrad, die aber im Personenverkehr nicht mehr befahren wird.
Der nächstgelegene Flughafen ist der internationale Flughafen Sofia (rund 100 km entfernt).

## Persönlichkeiten
- Boschidar Sdrawkow (1884–1959), bulgarischer Politiker
- Georgi Metschkonew (1858–1930), bulgarischer Offizier
- Dragan Mladenović (* 1956), jugoslawischer Handballspieler, Olympiasieger 1984
- Oliver Kostić (* 1973), serbischer Basketballtrainer
- Krastjo Krastew (1866–1919), bulgarischer Sprachwissenschaftler
- Vojislav Vučković (1910–1942), jugoslawischer Komponist
- Spas Wazow (1856–1928), bulgarischer Klimatologe und Begründer der bulgarischen Meteorologie